# Alawisme
 Ikke at forveksle med Alevisme.
Alawisme (engelsk: Alawism, arabisk: علوية,  tr. Alawīyyah, tyrkisk: Arap Aleviliği) er en heterodoks shia-muslimsk sekt, hvis tilhængere er arabere, der primært lever i området, der strækker sig over Sydtyrkiet, Vestsyrien og Nordlibanon. Tilhængerne kaldes alawitter, som er det navn de bruger om sig selv, mens modstandere omtaler dem som nusayri, der er en nedladende betegnelse.
Alawitterne forveksles ofte med de historisk relaterede alevitter i Tyrkiet, men de to trosretninger er i dag separate.
Alawitterne var ved magten i Syrien i over 50 år fra 1970 til 2024, hvor først Hafez al-Assad og bagefter hans søn Bashar al-Assad, der begge var alawitter, styrede Syrien diktatorisk som præsidenter. Efter Assad-familiens fald har der været overfald på alawittiske civile, udført af sikkerhedsstyrker og allierede, hvor flere hundrede er blevet dræbt.

## Udbredelse
Alawitterne menes at udgøre ca. 12-15 % af den syriske befolkning og op imod 4 millioner på verdensplan. De udgør dermed det største religiøse mindretal i Syrien.

## Historie
Alawitterne føres tilbage til retningens stifter Muhammad ibn Nusayr, der levede sidst i 800-tallet. "Alawit" betyder "tilhænger af Ali" og henviser til kalif Ali, som shiiterne ærer.
Alawitternes oprindelse kan spores til Irak. Men som følge af massive forfølgelser måtte de alawitiske ledere flytte til Syrien omkring år 1000. Det er den historiske årsag til at alawitterne i dag kan findes i disse områder.
Under sunnitiske herredømmer, mamelukkerne og osmannerne har alawitterne i århundreder været udsat for undertrykkelse og forfølgelse. Den sunnitiske teolog, Ibn Taymiyya (1263 - 1328), der er blevet inspirationskilde til salafismen, er kendt for at være den første, der har udstedt en fatwa, som opildnede til massakre mod alawitterne:
 ... de folk som kaldes nusayri [alawitter] og de andre [relaterede grupper]... er mere kætterske end jøder og kristne, endda mere kætterske end de fleste polyteister...

Konsekvensen af denne fatwa var, at ca. 20.000 alawitter blev massakreret i den libanesiske by Tripoli [kilde mangler]. Som følge af massakrerne måtte alawitterne søge tilflugt oppe i bjergene.
Også under den osmanniske sultan Selim I blev alawitterne genstand for en fatwa. Inden Selim I erobrede Syrien i 1516, fik han udstedt en fatwa for at kunne forfølge de arabiske alawitter i Syrien. Herefter blev ca. 40.000 arabiske alawitter slået ihjel omkring byen Aleppo, og senere blev også 9.400 alawitiske sheiker slået ihjel:
 Disse kættere [alawitterne] kombinerer enhver form for kætteri og ondskab og stædighed og enhver slags blasfemi, æreløshed og ateisme. Hvem end siger at disse [mennesker] ikke er kættere og ateister og [at de] ikke bør bekæmpes, er selv en ateist på samme måde som de er. Grunden til at det er påbudt at bekæmpe dem og dræbe dem, er både deres ateisme og ondskab. ... Hvem der har en af disse egenskaber [som alawitterne] er en ateist og bør dræbes om så han angrer eller ej.

Alawitterne havde 1920-1946 deres egen stat, den Alawitiske Stat, der var et fransk mandatområde, som endte med at blive indlemmet i Syrien.

### Assad-familien
Under det franske mandatstyre 1923-1946 tjente mange alawitter på officersposter i hæren. Fra 1960'erne blev alawitternes betydning i syrisk politik stærkere, og i 1970 kom de til magten via den alawitiske præsident Hafez al-Assad. Efter hans død i 2000 overtog hans søn Bashar al-Assad magten og beholdt den under Borgerkrigen i Syrien 2011-2018. I december 2024 kollapsede Assads regime imidlertid, og han flygtede selv ud af landet.
Efter Assad-familiens fald og flugt fra Syrien blev flere hundrede personer fra det alawittiske mindretal i marts 2025 udsat for overfald og dræbt af syriske sikkerhedsstyrker og deres allierede.

## Tro
Ligesom andre shiitiske grupper tror alawitterne på, at islam har en indre og skjult (bâtin) mening, der kun kan opnås ved at blive indviet i troen. Unge drenge på ca. 14-15 år bliver indviet i troen ved at vælge en "onkel" fra det alawitiske samfund. Denne onkels funktion er at være en religiøs vejleder for den unge dreng ved at lære ham op i den alawitiske tro.
Den alawitiske teologi centrerer sig om Ali, der æres i en guddommelig sammenhæng med Profeten Muhammed og hans ledsager, Selman al-Farisi, hvilket er blevet betegnet som en slags "treenighed". Alawitterne tror også på reinkarnation, som mange muslimske grupper tager afstand fra.
Alawitterne anvender ikke Koranen, men egne religiøse skrifter. Deres lære er en blanding af shiamuslimske, gnostiske, kristne og formodentlig førkristne elementer. Religionens indhold bliver holdt hemmeligt og formidles til udvalgte troende gennem særlige indvielser. Alawitterne har ikke kultbygninger, men fejrer religiøse fester hjemme og på hellige steder som eksempelvis gravpladser for religiøse ledere.